# Pediculosi

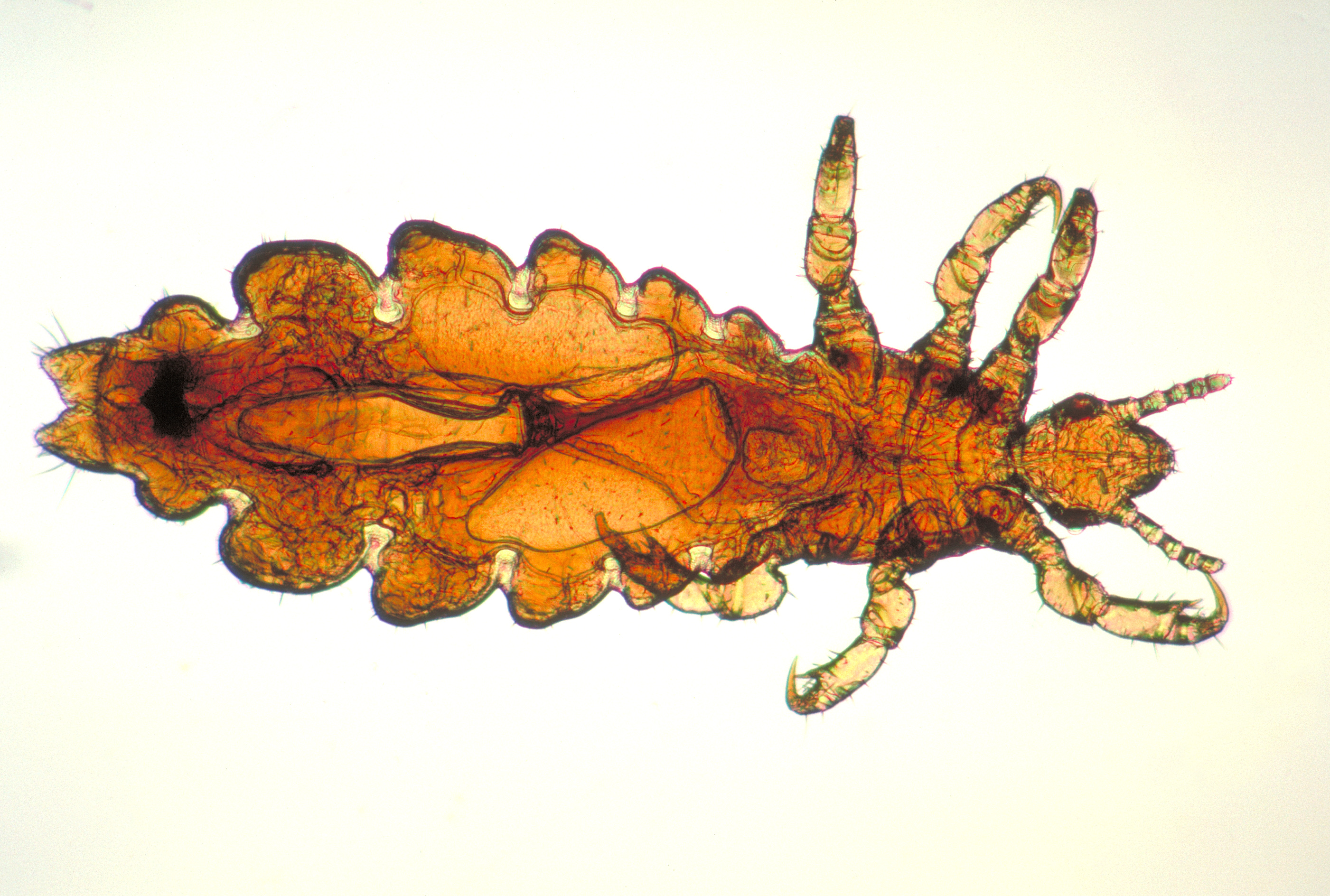
Pidocchio del capo (Pediculus humanus)

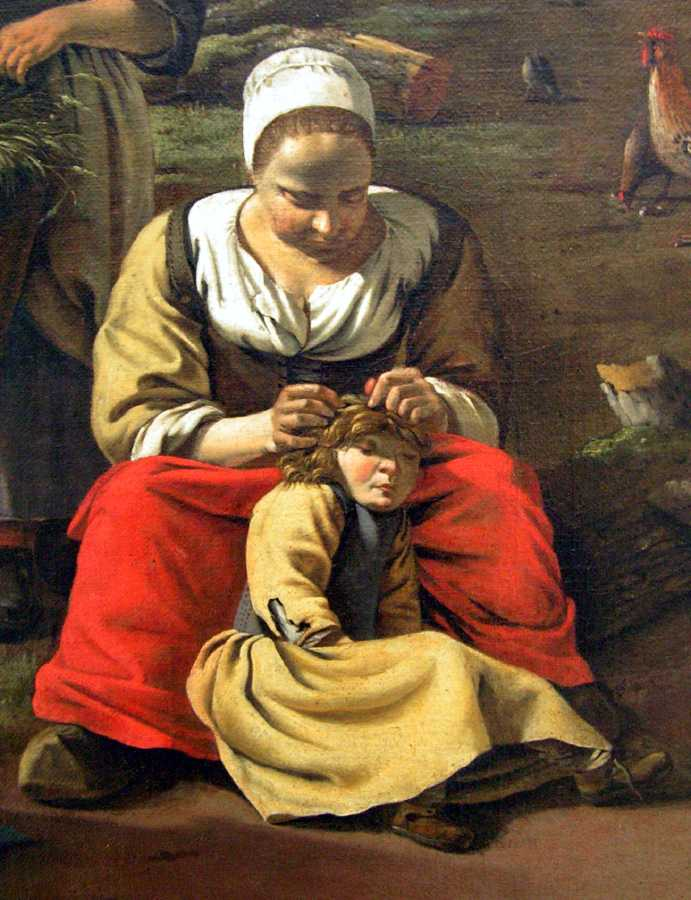
Jan Siberechts, Scène d'épouillage, 1662

La pediculosi è una parassitosi che può colpire varie parti della cute, come il capo e il pube (pediculosi pubica).

## Eziologia
Si trasmette grazie a una famiglia di artropodi chiamata Anoplura. La pediculosi è legata in particolare ad alcune specie:
- Pthirus pubis, che colpisce il pube dando pediculosi del pube;
- Pediculus humanus nelle sue due varianti:

1. Variante Pediculus humanus capitis, che colpisce il cuoio capelluto (le dimensioni degli artropodi sono di 2-4 mm);
2. Variante Pediculus humanus corporis, il cui contagio avviene anche con il cambio di abiti infetti.

## Epidemiologia
Le forme più comuni sono quelle che colpiscono i capelli (diffusa nei bambini in età scolastica) e quella del pube (per via dei rapporti sessuali). Più raramente l'infestazione colpisce le ciglia ed il bordo palpebrale (pediculosis ciliaris).

## Sintomatologia
Si riscontra prurito e piccole lesioni che circoscrivono il luogo dove è avvenuta la puntura e altre per il continuo sfregamento dovuto alla ricerca di un sollievo. Solo in casi gravi si arriva a eritemi e tumefazione.

## Profilassi
Evitare luoghi affollati, rapporti sessuali con soggetti infetti e scambio di oggetti comuni (come il pettine) sono elementi sufficienti ad evitare ricadute.

## Terapia
Gli abiti devono essere trattati con insetticidi mentre permetrina e lindano (soluzioni all'1%) vengono utilizzate nei casi in cui interessa cuoio capelluto o pube. Si somministra anche ivermectina (una dose di 200-400 ug/kg alla quale ne seguono altre due alla distanza minima di una settimana).
In alternativa al trattamento con i farmaci neurotossici attualmente utilizzati, nel 2010 è stato proposto l'uso di una lozione al 5% di alcool benzilico, che provocherebbe l'asfissia dei parassiti.
Inoltre esistono particolari shampoo.
Per il trattamento della pediculosi ciliare viene in genere utilizzato un unguento a base di Ossido giallo di mercurio; in caso di intolleranza sono state utilizzate con successo garze disinfettanti a base di Terpinen-4-olo